# 卡馬庫帕
卡馬庫帕（英語：Camacupa）是位於安哥拉中部的市鎮，由比耶省負責管轄，北鄰恩哈里亞，面積9,469平方公里，2006年人口289,227，人口密度每平方公里31人。